# Internationales Kurt-Masur-Institut
Das Internationale Kurt-Masur-Institut wurde 2016 gegründet, um die Erinnerung an Kurt Masur und sein Lebenswerk lebendig zu halten. Es hat seit November 2017 seinen Sitz im Mendelssohn-Haus Leipzig und unterhält dort eine eigene Ausstellung. 
Als beispielgebende Persönlichkeit wirkte der 1927 geborene Dirigent nicht nur in Deutschland bis zu seinem Tod im Dezember 2015 als Vermittler und Weltbürger für kulturelle und demokratische Werte. Durch sein couragiertes Auftreten, seine Musikinterpretationen erfuhren viele Menschen Unterstützung, Erbauung und Ermutigung, sowie Denkanstöße. Er ist nicht nur für seinen Beitrag zur klassischen Musik und die Leitung vieler bedeutender Orchester bekannt, sondern ebenso für sein humanistisches Weltbild und sein Engagement während der Friedlichen Revolution 1989.
Das Institut dient als Ort der Begegnung und Bildung im humanistischen und weltoffenen Sinne des Maestros und will „durch die Kraft der Musik“ weltweit Menschen und insbesondere Kindern und Jugendlichen neue kulturelle Perspektiven öffnen. So wurde unter anderem von der Musiktheater-Gruppe der Kurt-Masur-Schule 2022 ein „Kurt Masur Musical“ einstudiert.
Der Aufbau eines Kurt-Masur-Archives, Symposien zu Themen aus Musik und Gesellschaft, Sonderausstellungen, Weiterbildungsprojekte für junge Dirigenten, die Verleihung des Kurt-Masur-Preises und der internationale Austausch von jungen Musikern stehen im Zentrum der Arbeit des Institutes. Es ist Teil der Felix-Mendelssohn-Bartholdy-Stiftung und wird von einem eigenen Förderverein unterstützt. Das Institut wird derzeit von Robert Unger geleitet.